# World Team Challenge 2011
Die 10. World Team Challenge 2011 (offiziell: ODLO-Biathlon-WTC 11) war ein Biathlonwettbewerb, der am 29. Dezember 2011 in der Veltins-Arena in Gelsenkirchen stattfand.
Es war damit der zweite World Team Challenge im Jahr 2011, nachdem der ursprünglich für das Jahresende 2010 geplante Event auf März 2011 verschoben werden musste, nachdem Teile des Daches durch Schneemassen beschädigt worden waren.
Gewonnen hat das finnisch-schwedische Team mit Carl Johan Bergman und Kaisa Mäkäräinen.

## Teilnehmer
Es gingen insgesamt zehn Teams mit Teilnehmern aus neun Nationen an den Start. Dabei waren Schweden und die Schweiz erstmals vertreten.

## Ergebnisse
| Platz | Name                                        | Land              | Zeit (min) |
| ----- | ------------------------------------------- | ----------------- | ---------- |
| 1     | Carl Johan Bergman und Kaisa Mäkäräinen     | Schweden Finnland | 32:28,0    |
| 2     | Serhij Sednjew und Walentyna Semerenko      | Ukraine           | +0:04,0    |
| 3     | Björn Ferry und Helena Ekholm               | Schweden          | +0:06,4    |
| 4     | Lukas Hofer und Michela Ponza               | Italien           | +0:49,5    |
| 5     | Vincent Jay und Marie-Laure Brunet          | Frankreich        | +1:02,9    |
| 6     | Michael Greis und Andrea Henkel             | Deutschland I     | +1:15,6    |
| 7     | Andreas Birnbacher und Franziska Hildebrand | Deutschland II    | +1:32,5    |
| 8     | Christoph Sumann und Iris Waldhuber         | Österreich        | +2:06,9    |
| 9     | Benjamin Weger und Selina Gasparin          | Schweiz           | +2:55,9    |
| 10    | Andrei Makowejew und Jana Romanowa          | Russland          | +3:04,1    |